# Венцль, Алоиз
Алоиз Венцль (нем. Aloys Wenzl, 25 января 1887, Мюнхен — 20 июля 1967) — немецкий философ, представитель критического реализма.
В 1933—1938, а затем с 1946 года — профессор в Мюнхене. Ученик Э. Бехера.
Развивал идеи онтологической теории слоёв. Как и Николай Гартман, Венцль считал, что каждому слою бытия присущи свои категории и законы. Каждому слою бытия также свойственна свобода, проявляющаяся по-разному в зависимости от слоя.

## Основные произведения
- «Das Leib-Seele-Problem», 1933;
- «Philosophie als Weg von den Grenzen der Wissenschaft an die Grenzen der Religion», 1939;
- «Philosophie der Freiheit», 2 Bde., 1947—1949;
- «Die geistigen Strцmungen unseres Jahrhunderts», 1948;
- «Materie und Leben als Probleme der Naturphilosophie», 1949;
- «Unsterblichkeit», 1951;
- «Theorie der Begabung», 1934.